# Nico Schulz
Nico Schulz (Berlino, 1º aprile 1993) è un calciatore tedesco di origini italiane, di ruolo difensore o centrocampista, svincolato.

## Biografia
È nato in Germania da padre ischitano e madre tedesca. Suo fratello Gian Luca è anch'egli un calciatore.

## Caratteristiche tecniche
Di ruolo terzino sinistro, è abile in fase offensiva dove spicca per i cross e gli assist che serve ai compagni. Per via della sua attitudine offensiva può giocare anche da ala e da esterno di centrocampo. Ciononostante è un esterno che sa giocare a tutta fascia aiutando anche in fase difensiva.

## Carriera

### Club
Cresciuto nelle giovanili dell'Hertha Berlino, ha esordito tra i professionisti con il club capitolino nel 2010, mentre in Bundesliga ha debuttato nella stagione 2013-2014.
Lascia il club nel 2015 per passare al Borussia Mönchengladbach per 4 milioni di Euro.
Nel biennio ai Puledri non trova molto spazio (debuttando comunque sia in Champions che in Europa League), anche a causa di un infortunio al crociato, indi per cui l'8 luglio 2017 viene ceduto all'Hoffenheim. All'Hoffenheim, dopo un inizio da comprimario, riesce a trovare più continuità di rendimento e d'impiego tanto che diventa titolare fisso sulla fascia sinistra.
Il 22 maggio 2019 firma per il Borussia Dortmund.
Il 20 luglio 2023, dopo 4 stagioni (di cui una - la 2022-2023 - in cui non ha collezionato neppure una presenza) in cui ha trovato poco spazio, anche a causa della presenza di Raphael Guerreiro nel suo ruolo, rescinde il proprio contratto con i gialloneri.
Dopo aver passato una stagione da svincolato, il 12 settembre 2024 trova sistemazione in Turchia, all'Ankaragücü. Firma un contratto biennale.

### Nazionale
Dopo avere rappresentato le selezioni giovanili tedesche, il 9 settembre 2018 ha debuttato con la nazionale maggiore nell'amichevole vinta 2-1 contro il Perù, in cui ha messo a segno la rete del definitivo 2-1 dei tedeschi nel finale di gara. Da lì inizia a trovare più spazio nelle convocazioni della selezione tedesca, trovando nuovamente la via del goal in occasione del successo per 2-3 in casa dei Paesi Bassi segnando la terza rete della squadra al 90'. Nella stessa partita ha anche fornito un assist a Leroy Sané.

## Statistiche

### Presenza e reti nei club
Statistiche aggiornate al 10 maggio 2025.
| Stagione                   | Squadra                    | Campionato                 | Campionato | Campionato | Coppe nazionali | Coppe nazionali | Coppe nazionali | Coppe continentali | Coppe continentali | Coppe continentali | Altre coppe | Altre coppe | Altre coppe | Totale | Totale |
| Stagione                   | Squadra                    | Comp                       | Pres       | Reti       | Comp            | Pres            | Reti            | Comp               | Pres               | Reti               | Comp        | Pres        | Reti        | Pres   | Reti   |
| -------------------------- | -------------------------- | -------------------------- | ---------- | ---------- | --------------- | --------------- | --------------- | ------------------ | ------------------ | ------------------ | ----------- | ----------- | ----------- | ------ | ------ |
| 2010-2011                  | Hertha Berlino             | 2B                         | 21         | 0          | CG              | 2               | 0               | -                  | -                  | -                  | -           | -           | -           | 23     | 0      |
| 2011-2012                  | Hertha Berlino             | BL                         | 0          | 0          | CG              | 0               | 0               | -                  | -                  | -                  | -           | -           | -           | 0      | 0      |
| 2012-2013                  | Hertha Berlino             | 2B                         | 20         | 1          | CG              | 0               | 0               | -                  | -                  | -                  | -           | -           | -           | 20     | 1      |
| 2013-2014                  | Hertha Berlino             | BL                         | 23         | 0          | CG              | 1               | 0               | -                  | -                  | -                  | -           | -           | -           | 24     | 0      |
| 2014-2015                  | Hertha Berlino             | BL                         | 28         | 1          | CG              | 1               | 0               | -                  | -                  | -                  | -           | -           | -           | 29     | 1      |
| lug.-ago. 2015             | Hertha Berlino             | BL                         | 1          | 0          | CG              | 1               | 0               | -                  | -                  | -                  | -           | -           | -           | 2      | 0      |
| Totale Hertha Berlio       | Totale Hertha Berlio       | Totale Hertha Berlio       | 93         | 2          |                 | 5               | 0               |                    | -                  | -                  |             | -           | -           | 98     | 2      |
| ago. 2015-2016             | Borussia M'gladbach        | BL                         | 1          | 0          | CG              | 0               | 0               | UCL                | 1                  | 0                  | -           | -           | -           | 2      | 0      |
| 2016-2017                  | Borussia M'gladbach        | BL                         | 12         | 1          | CG              | 1               | 0               | UCL+UEL            | 2+1                | 0                  | -           | -           | -           | 16     | 1      |
| Totale Borussia M'gladbach | Totale Borussia M'gladbach | Totale Borussia M'gladbach | 13         | 1          |                 | 1               | 0               |                    | 4                  | 0                  |             | -           | -           | 18     | 1      |
| 2017-2018                  | Hoffenheim                 | BL                         | 27         | 1          | CG              | 2               | 0               | UEL                | 5                  | 1                  | -           | -           | -           | 34     | 2      |
| 2018-2019                  | Hoffenheim                 | BL                         | 30         | 1          | CG              | 2               | 1               | UCL                | 5                  | 0                  | -           | -           | -           | 37     | 2      |
| Totale Hoffenheim          | Totale Hoffenheim          | Totale Hoffenheim          | 57         | 2          |                 | 4               | 1               |                    | 10                 | 1                  |             | -           | -           | 71     | 4      |
| 2019-2020                  | Borussia Dortmund          | BL                         | 11         | 1          | CG              | 3               | 0               | UCL                | 3                  | 0                  | SG          | 1           | 0           | 18     | 1      |
| 2020-2021                  | Borussia Dortmund          | BL                         | 13         | 0          | CG              | 2               | 0               | UCL                | 3                  | 0                  | SG          | 1           | 0           | 19     | 0      |
| 2021-2022                  | Borussia Dortmund          | BL                         | 16         | 0          | CG              | 1               | 0               | UCL+UEL            | 4+2                | 0+0                | SG          | 1           | 0           | 24     | 0      |
| 2022-2023                  | Borussia Dortmund          | BL                         | 0          | 0          | CG              | 0               | 0               | UCL                | 0                  | 0                  | -           | -           | -           | 0      | 0      |
| Totale Borussia Dortmund   | Totale Borussia Dortmund   | Totale Borussia Dortmund   | 40         | 1          |                 | 6               | 0               |                    | 12                 | 0                  |             | 3           | 0           | 61     | 1      |
| 2024-2025                  | Ankaragücü                 | 1L                         | 26         | 0          | TK              | 2               | 0               | -                  | -                  | -                  | -           | -           | -           | 28     | 0      |
| Totale carriera            | Totale carriera            | Totale carriera            | 229        | 6          |                 | 18              | 1               |                    | 26                 | 1                  |             | 3           | 0           | 276    | 8      |

### Cronologia presenze e reti in nazionale
| Cronologia completa delle presenze e delle reti in nazionale ― Germania | Cronologia completa delle presenze e delle reti in nazionale ― Germania | Cronologia completa delle presenze e delle reti in nazionale ― Germania | Cronologia completa delle presenze e delle reti in nazionale ― Germania | Cronologia completa delle presenze e delle reti in nazionale ― Germania | Cronologia completa delle presenze e delle reti in nazionale ― Germania | Cronologia completa delle presenze e delle reti in nazionale ― Germania | Cronologia completa delle presenze e delle reti in nazionale ― Germania |
| Data                                                                    | Città                                                                   | In casa                                                                 | Risultato                                                               | Ospiti                                                                  | Competizione                                                            | Reti                                                                    | Note                                                                    |
| ----------------------------------------------------------------------- | ----------------------------------------------------------------------- | ----------------------------------------------------------------------- | ----------------------------------------------------------------------- | ----------------------------------------------------------------------- | ----------------------------------------------------------------------- | ----------------------------------------------------------------------- | ----------------------------------------------------------------------- |
| 9-9-2018                                                                | Sinsheim                                                                | Germania                                                                | 2 – 1                                                                   | Perù                                                                    | Amichevole                                                              | 1                                                                       |                                                                         |
| 16-10-2018                                                              | Saint-Denis                                                             | Francia                                                                 | 2 – 1                                                                   | Germania                                                                | UEFA Nations League 2018-2019 - 1º turno                                | -                                                                       |                                                                         |
| 15-11-2018                                                              | Lipsia                                                                  | Germania                                                                | 3 – 0                                                                   | Russia                                                                  | Amichevole                                                              | -                                                                       | 70’                                                                     |
| 19-11-2018                                                              | Gelsenkirchen                                                           | Germania                                                                | 2 – 2                                                                   | Paesi Bassi                                                             | UEFA Nations League 2018-2019 - 1º turno                                | -                                                                       |                                                                         |
| 20-3-2019                                                               | Wolfsburg                                                               | Germania                                                                | 1 – 1                                                                   | Serbia                                                                  | Amichevole                                                              | -                                                                       | 90+6’                                                                   |
| 24-3-2019                                                               | Amsterdam                                                               | Paesi Bassi                                                             | 2 – 3                                                                   | Germania                                                                | Qual. Euro 2020                                                         | 1                                                                       |                                                                         |
| 8-6-2019                                                                | Barysaŭ                                                                 | Bielorussia                                                             | 0 – 2                                                                   | Germania                                                                | Qual. Euro 2020                                                         | -                                                                       |                                                                         |
| 11-6-2019                                                               | Magonza                                                                 | Germania                                                                | 8 – 0                                                                   | Estonia                                                                 | Qual. Euro 2020                                                         | -                                                                       | 76’                                                                     |
| 6-9-2019                                                                | Amburgo                                                                 | Germania                                                                | 2 – 4                                                                   | Paesi Bassi                                                             | Qual. Euro 2020                                                         | -                                                                       |                                                                         |
| 16-11-2019                                                              | Mönchengladbach                                                         | Germania                                                                | 4 – 0                                                                   | Bielorussia                                                             | Qual. Euro 2020                                                         | -                                                                       |                                                                         |
| 7-10-2020                                                               | Colonia                                                                 | Germania                                                                | 3 – 3                                                                   | Turchia                                                                 | Amichevole                                                              | -                                                                       | 70’                                                                     |
| 11-11-2020                                                              | Berlino                                                                 | Germania                                                                | 1 – 0                                                                   | Rep. Ceca                                                               | Amichevole                                                              | -                                                                       | 69’                                                                     |
| Totale                                                                  |                                                                         | Presenze                                                                | 12                                                                      |                                                                         | Reti                                                                    | 2                                                                       |                                                                         |

## Palmarès

### Club

#### Competizioni nazionali
- Campionato tedesco di seconda divisione: 1

Hertha Berlino: 2012-2013
- Supercoppa di Germania: 1

Borussia Dortmund: 2019
- Coppa di Germania: 1

Borussia Dortmund: 2020-2021